# The Impossibility of Reason
| Оценки критиков | Оценки критиков |
| Источник        | Оценка          |
| --------------- | --------------- |
| AllMusic        | [ 4 ]           |
| Lambgoat        | [ 5 ]           |

The Impossibility of Reason — второй полноформатный студийный альбом американской грув-метал группы Chimaira, издан в 2003 году. Альбом дебютировал под номером 117 в Billboard 200. По состоянию на сегодняшний день продано около 200.000 копий альбома в США, 500 000 копий по всему миру.
The Impossibility of Reason вышел тяжелее, чем дебютный Pass out of Existence, выпущенный в 2001 году. Роб Арнольд позже обусловил это тем, что чем ниже строй гитары, тем больше «ярости и силы». Марк Хантер отметил рост группы с выходом альбома, он уточнил, что с каждым альбомом группа продолжает увеличение тяжести звучания.
Это первый альбом с Мэттом ДеВризом на ритм-гитаре.
В интервью, Марк Хантер описал The Impossibility of Reason и сравнил с предыдущим релизом группы: «С новым альбомом мы даем слушателю чувство, пока они не могут дышать до конца песни.»

## Список композиций
| №                   | Название                      | Длительность |
| ------------------- | ----------------------------- | ------------ |
| 1.                  | «Cleansation»                 | 4:09         |
| 2.                  | «The Impossibility of Reason» | 3:42         |
| 3.                  | «Pictures in the Gold Room»   | 4:26         |
| 4.                  | «Power Trip»                  | 2:47         |
| 5.                  | «Down Again»                  | 4:20         |
| 6.                  | «Pure Hatred»                 | 4:18         |
| 7.                  | «The Dehumanizing Process»    | 4:10         |
| 8.                  | «Crawl»                       | 3:30         |
| 9.                  | «Stigmurder»                  | 4:38         |
| 10.                 | «Eyes of a Criminal»          | 5:15         |
| 11.                 | «Overlooked»                  | 4:10         |
| 12.                 | «Implements of Destruction»   | 13:30        |
| 13.                 | «Army Of Me*»                 | 4:21         |
| Общая длительность: | Общая длительность:           | 63:30        |

| №                   | Название                              | Длительность |
| ------------------- | ------------------------------------- | ------------ |
| 1.                  | «Indifferent to Suffering»            | 4:22         |
| 2.                  | «Stays the Same»                      | 3:07         |
| 3.                  | «Without Moral Restraint»             | 4:02         |
| 4.                  | «Fascination Street (The Cure cover)» | 4:52         |
| 5.                  | «Let Go (Demo)»                       | 4:20         |
| 6.                  | «Pass Out of Existence (Demo)»        | 3:47         |
| 7.                  | «Severed (Demo)»                      | 2:59         |
| 8.                  | «Forced Life (Demo)»                  | 4:33         |
| 9.                  | «Dead Inside (Demo)»                  | 3:41         |
| 10.                 | «Power Trip»                          | 2:57         |
| 11.                 | «Cleansation»                         | 3:43         |
| Общая длительность: | Общая длительность:                   | 40:24        |

## Участники записи
- Марк Хантер — Вокал
- Роб Арнольд — Гитара
- Мэтт ДеВриз — Гитара
- Джим Ламарка — Бас-гитара
- Кевин Тэлли — Ударные
- Крис Спикузза — Электроника, клавишные